# Sergueï Ouleguine
Sergueï Ouleguine (transcription anglaise : Sergey Ulegin) (8 octobre 1977 à Engels) est un céiste russe pratiquant la course en ligne.